# Modello di legge sui titoli di credito elettronici dell'UNCITRAL
Il Modello di legge sui titoli di credito elettronici dell'UNCITRAL è un modello di legge uniforme in materia di diritto commerciale adottato dalla Commissione delle Nazioni Unite per il diritto commerciale internazionale (UNCITRAL) nel 2017. Il suo scopo è quello di fornire un quadro legislativo che riconosce e permette l'uso dei titoli di credito in forma elettronica. Il diritto commerciale italiano riconosce quali titoli di credito la polizza di carico, la fede di deposito e la nota di pegno, la cambiale, il pagheró cambiario e l'assegno.

## Introduzione
Le regole esistenti in materia di transazioni elettroniche, come il Regolamento EU eIDAS, permettono già l'uso della maggior parte dei documenti commerciali in forma elettronica. Tuttavia, la maggior parte dei titoli di credito non sono ancora utilizzabili in forma elettronica.
Un ostacolo principale che ha impedito l'uso dei titoli di credito in forma elettronica consiste nella necessità di fornire sufficienti garanzie giuridiche e tecnologiche che vi sia un solo titolo di credito elettronico in circolazione per ogni titolo di credito, e che pertanto al debitore possa venire richiesta l'esecuzione dell'obbligazione incorporata nel titolo di credito solo una volta (cd. problema del double-spending). Il Modello di legge sui titoli di credito elettronici dell'UNCITRAL intende risolvere questo ostacolo giuridico ed al tempo stesso fornire tracce per la soluzione di quelli tecnologici.
Vari testi legislativi, tra cui alcuni dell'UNCITRAL come gli articoli 16 e 17 del Modello di legge sul commercio elettronico, ed il capitolo III delle Regole di Rotterdam, contengono disposizioni in materia di titoli di credito elettronici (o di alcuni di essi, come le polizze di carico elettroniche), ma tali disposizioni non hanno attirato larga adesione da parte degli Stati né sono diffusamente utilizzati degli operatori commerciali.
Il Modello di legge è stata preparato sulla base ed in conformità ai testi preesistenti dell'UNCITRAL in materia di transazioni elettroniche quali la Convenzione delle Nazioni Unite sull'uso delle comunicazioni elettroniche nel nei contratti internazionale.

## Disposizioni principali
Il Modello di legge è suddiviso in quattro capitoli: disposizioni generali; equivalenza funzionale; uso di documenti elettronici trasferibili; e riconoscimento internazionale dei titoli di credito elettronici.

### Disposizioni generali
Il Modello di legge si basa sugli stessi principi fondamentali degli altri testi UNCITRAL sul commercio elettronico, vale a dire l'equivalenza funzionale (articoli 8-11), la neutralità tecnologica ed il riconoscimento giuridico degli effetti dell'uso di mezzi elettronici (articolo 7, detto anche "principio di non-discriminazione").
La neutralità tecnologica del Modello di legge riguarda tecnologie, prodotti e metodi, e dunque i titoli di credito elettronici possono essere gestiti utilizzando registri centralizzati, registri distribuiti (blockchain) o token. La nota esplicativa al Modello di legge fornisce indicazioni specifiche sull'uso della blockchain nella gestione dei titoli di credito elettronici.
L'articolo 2 definisce il titolo di credito elettronico come un messaggio di dati conforme ai requisiti dell'articolo 10. Lo stesso articolo 2 definisce inoltre la nozione di "documento o strumento trasferibile" come un documento che autorizza il portatore al pagamento di una somma di denaro o alla consegna di beni. Tale nozione corrisponde dunque alla categoria italiana di titolo di credito.
L'articolo 6 riconosce la possibilità di includere nel titolo di credito elettronico informazione disponibile solo in forma elettronica come metadati ed informazione proveniente da oracoli. Ciò ha rilevanza per offrire un quadro giuridico all'automazione contrattuale (smart contract) nei titoli di credito.

### Disposizioni sull'equivalenza funzionale
Gli articoli 8 e 9 contengono regole per l'equivalenza funzionale, rispettivamente, tra i requisiti di forma "scrittura" e "firma" e gli equivalenti elettronici. Tali articoli possono essere omessi se si fa riferimento ad altra legislazione nazionale che contiene tali nozioni (ad es., il Regolamento eIDAS).
Gli articoli 10 e 11 definiscono i requisiti di equivalenza funzionale tra titoli di credito cartacei ed elettronici sulla base delle nozioni di "controllo", "singolarità" ed "integrità".
L'articolo 10 stabilisce le condizioni per l'equivalenza funzionale tra i documenti. Tali condizioni sono: 1) il titolo di credito elettronico deve contenere tutte le informazioni richieste per il corrispondente titolo cartaceo; 2) deve essere utilizzato un metodo affidabile per: a) identificare il titolo di credito elettronico; b) sottoporre a controllo il titolo di credito elettronico durante la sua intera esistenza (ovvero durante emissione, circolazione e presentazione); c) conservare l'integrità del titolo di credito elettronico durante la sua esistenza.
L'articolo 11 stabilisce le condizioni per l'equivalenza funzionale tra le nozioni di "possesso" e "consegna", che sono necessarie per la circolazione dei titoli di credito cartacei, e quelle di "controllo" e "trasferimento del controllo". Tali condizioni sono l'utilizzo di un metodo affidabile per stabilire il controllo esclusivo del titolo di credito elettronico e l'identificazione della persona che esercita il controllo.

### Uso di titoli di credito elettronici
Una conseguenza dell'adozione del principio di equivalenza funzionale è che lo stesso diritto materiale si applica ai titoli di credito su carta ed elettronici. Gli articoli 15 e 16 ribadiscono tale regola generale per quanto riguarda, rispettivamente, la girata e la modifica di un titolo di credito elettronico. Ogni modifica deve essere identificabile come tale e facilmente riconoscibile anche in forma elettronica.
L'articolo 12 contiene un elenco esemplificativo di circostanze rilevanti per valutare l'affidabilità del metodo utilizzato, nonché una disposizione (safety clause) che permette di ritenere un metodo affidabile se esso di fatto ha adempiuto alla funzione perseguita. L'uso di un metodo affidabile è condizione per l'equivalenza funzionale ai sensi dell'articolo 10.

### Riconoscimento internazionale dei titoli di credito elettronici
L'articolo 19 contiene una disposizione sul riconoscimento dei titoli di credito elettronici emessi o fatti circolare all'estero ("principio di non-discriminazione geografica"): in particolare, l'affidabilità dei metodi utilizzati per la gestione del titolo di credito elettronico deve essere valutata a prescindere dal luogo di emissione o di circolazione. La disposizione non pregiudica l'applicazione delle norme di diritto internazionale privato.

### Relazione con il diritto internazionale e comunitario
L'applicazione del Modello di legge è sottoposta alle leggi applicabili, che possono trovarsi nel diritto internazionale e comunitario.
In particolare, la disciplina materiale di alcuni titoli di credito si trova in trattati internazionali. È il caso del diritto marittimo, ove le Regole di Aia-Visby e le Regole di Amburgo (e le Regole di Rotterdam, una volta entrate in vigore) offrono una disciplina uniforme alle polizze di carico.
In materia cambiaria, vanno ricordate le Convenzioni di Ginevra su cambiale ed assegno e sulla legge applicabile a cambiale ed assegno. Questi trattati contengono il diritto materiale che interagisce con il Modello di legge nel comporre il diritto applicabile ai titoli di credito elettronici.
A livello comunitario spicca il Regolamento eIDAS che fornisce regole comuni per i servizi fiduciari, comprese le firme elettroniche. Un'eventuale adozione del Modello di legge in Italia e negli altri paesi UE deve necessariamente tenere conto di questo Regolamento.
Va ricordato anche il Regolamento eFTI, che disciplina l'invio di informazione in forma elettronica agli enti pubblici. Per questa via può essere possibile l'utilizzo di informazioni contenute nelle polizze di carico elettroniche negli sportelli unici doganali.

## Benefici economici e gestionali
I benefici attesi dall'adozione del Modello di legge sono legati alla digitalizzazione dell'informazione contenuta nei titoli di credito.
Innanzi tutto, la trasmissione di questa informazione può avvenire in modo immediato, e non deve più dipendere dalla consegna di plichi da parte di corrieri, come avviene per i titoli cartacei, che richiede tempo e denaro.
La forma elettronica permette inoltre l'automazione, in parte od integrale, della circolazione del titolo di credito. As esempio, può essere automatizzata la presentazione del titolo di credito per il pagamento alla data convenuta.
Inoltre, la forma elettronica permette l'inclusione di informazione proveniente da oracoli, il che consente una gestione più accurata ed in tempo reale della filiera di approvvigionamento.
La forma elettronica permette anche una migliore gestione delle transazioni con parti terze al titolo di credito (ad esempio, l'utilizzo di dati contenuti in una polizza di carico per inviare una dichiarazione allo sportello unico doganale) dal momento che i dati contenuti nel titolo di credito sono di ottima qualità in merito ad autenticità, completezza, accuratezza ed aggiornamento. L'osservazione riguarda anche la verifica dei documenti allegati alle lettere di credito.
Infine, è possibile identificare le parti in modo persistente ed aggregare le informazioni relative ad ogni partner commerciale. Ciò permette di ridurre i costi amministrativi e di compliance, e di valutare in modo più accurato rischi e garanzie del credito documentario. Tale ultimo aspetto può essere particolarmente rilevante per le piccole e medie imprese, così facilitandone l'accesso al credito. La disponibilità di tale informazione può anche contribuire alla prevenzione delle frodi nel credito documentario.
Non si conoscono studi in merito all'impatto economico dell'adozione del Modello di legge in Italia. I benefici derivanti dall'adozione nel Regno Unito del Electronic Trade Documents Bill, che è un progetto di legge simile per fini e contenuto al Modello di legge, sono stati quantificati in un risparmio nei prossimi dieci anni di 1,137 milioni di sterline (in una forchetta che va da 249.8 a 2,049.7 milioni di sterline).

## Status
Il Modello di legge è stata adottato in nove Stati (Bahrain, Belize, Francia, Kiribati, Papua Nuova Guinea, Paraguay, Regno Unito, Singapore e Timor Orientale) ed una zona economica speciale (Abu Dhabi Global Market, negli Emirati Arabi Uniti).
A livello politico, i ministri responsabili di questioni legate al digitale del G7 hanno adottato due dichiarazioni, la prima nel 2021 sotto la presidenza britannica e la seconda nel 2022 sotto la presidenza tedesca, che impegnano gli Stati membri del G7 a prendere in considerazione l'adozione del Modello di legge.
Tra gli Stati membri del G7, progressi verso l'adozione del Modello di legge sono stati compiuti da Francia e Giappone. Germania ed USA hanno già adottato legislazione compatibile o basata sul Modello di legge.
L'adozione del Modello di legge è anche promosso tramite disposizioni di accordi di libero commercio come i Digital Economy Agreement conclusi tra Singapore ed alcuni altri Stati.

## Adozione in Italia
Sulla base delle dichiarazioni in sede G7, sottoscritte anche dall'Italia, il Governo italiano dovrebbe studiare la possible adozione del Modello di legge. Tuttavia non è stato fatto ancora nessun passo ufficiale in tal senso.
Il convegno dal titolo "Titoli di credito elettronici: tendenze mondiali e prospettive per l’Italia" si è tenuto il 13 marzo 2025 a Roma per discutere del Modello di legge. La videoregistrazione del convegno è disponibile.

### Relazione con la legislazione italiana
Va ricordata l'esistenza nell'ordinamento italiano di un titolo di credito che può essere emesso in forma dematerializzata, ovvero la cambiale finanziaria. La cambiale finanziaria ha caratteristiche particolari e, se in forma dematerializzata, deve essere emessa su Monte Titoli o altra società autorizzata alla prestazione del servizio di gestione accentrata di strumenti finanziari.